# Geografia Czech

Mapa Czech

Czechy, właśc. Republika Czeska – państwo leżące w Europie Środkowej bez dostępu do morza. Mimo braku sąsiedztwa akwenów morskich, kraj ma dość dogodne połączenie rzeczne z Bałtykiem poprzez Odrę i Morzem Północnym poprzez Łabę.
Czechy jako państwo zrodziły się w mniej więcej tych samych czasach co Polska, a przed 1993 kraj ten wraz ze Słowacją tworzył jednolite państwo. Obecnie ten wyżynno-górzysty kraj należy do Unii Europejskiej i NATO.

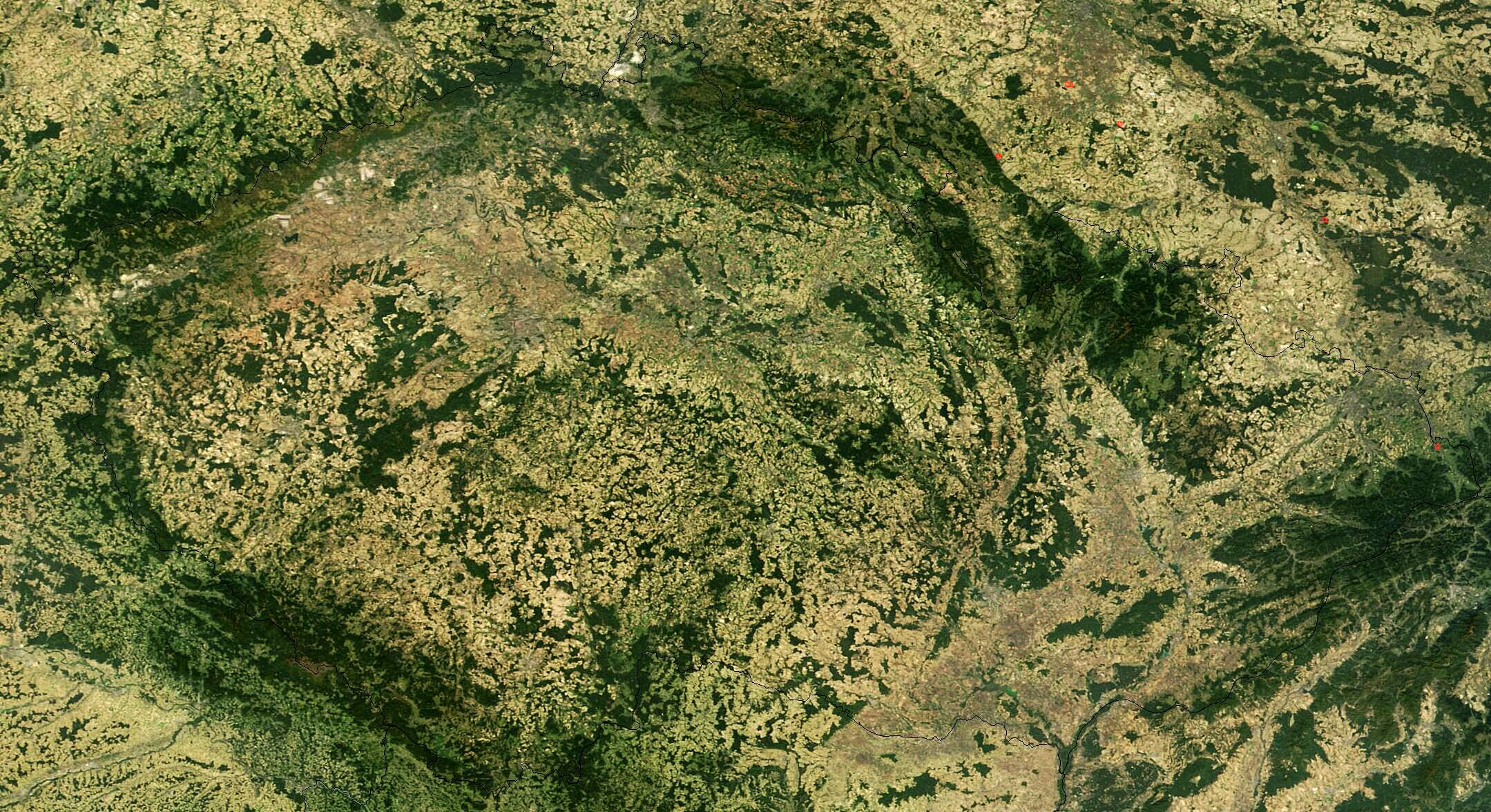
Zdjęcie satelitarne Republiki Czeskiej

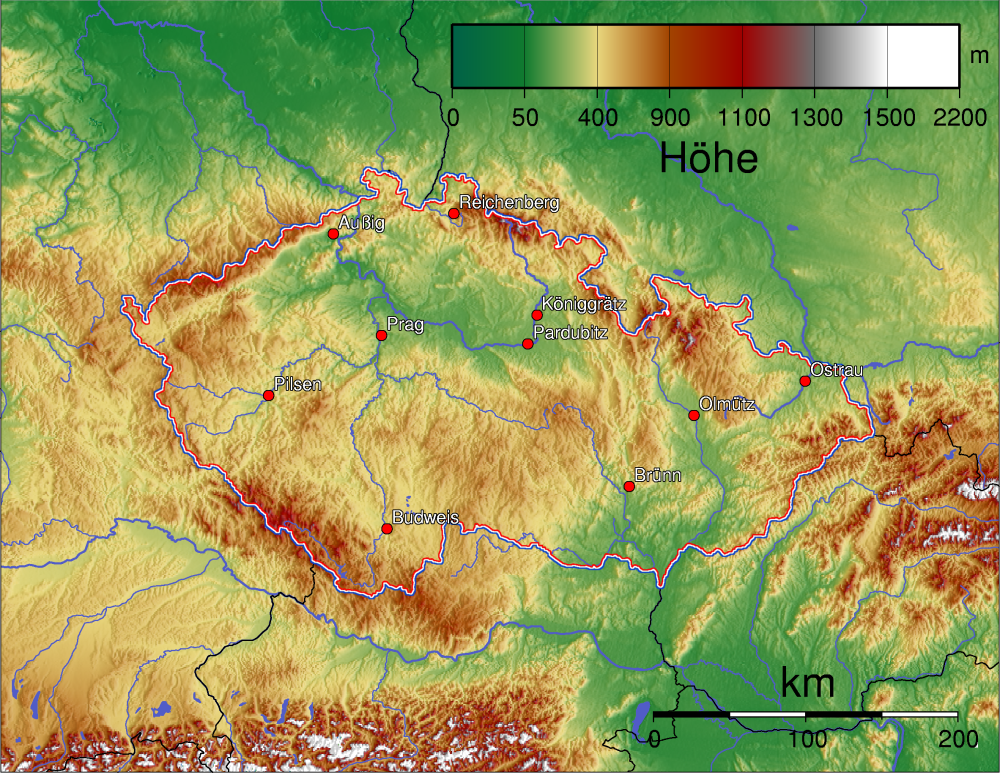
Mapa hipsometryczna Republiki Czeskiej

## Powierzchnia i granice
Powierzchnia – 78 864 km², co odpowiada jednej czwartej powierzchni Polski.
Skrajne punkty: północny 51°03′20.5″N, południowy 48°33′06.5″N, zachodni 12°05′26.9″E, wschodni 18°51′33,3E. Odległość między skrajnym wschodnim a skrajnym zachodnim punktem wynosi 493 km, zaś między skrajnym północnym a skrajnym południowym – 278 km. Geometryczny środek Czech znajduje się we wsi Číhošť.
Czechy graniczą z następującymi państwami:
- Austria – 362 km
- Niemcy – 810 km
- Polska – 790 km
- Słowacja – 261 km

## Cyple
Wybiegnięcia terytorium Czech w głąb innych państw sąsiednich (tzw. cyple lub worki, czes. výběžky): cypel aski, cypel szluknowski (też „cypel rumburski” lub worek szluknowski), cypel frydlancki, cypel broumowski, cypel jawornicki (też „cypel widnawski” lub „cypel jesienicki”), cypel osobłoski i cypel brzecławski (też Trójkąt dyjski lub „cypel lanżhocki”).

## Rzeźba terenu
Czechy są krajem wyżynno-górzystym, gdzie obszary nizinne, głównie w postaci dolin rzecznych i obniżeń zajmują jedynie 24%. Obszar Czech zajmują dwie jednostki strukturalne, do których należą Masyw Czeski na zachodzie i fragment Karpat na wschodzie. Obszary wyżynne leżące między 300 a 800 m n.p.m. zajmują 72% powierzchni kraju, zaś góry tylko 4%.
Masyw Czeski jako całość ma postać rozległej kotliny, którą otaczają masywy górskie.
Masyw Czeski od Karpat oddziela kotlina rzeki Morawy, która na południu przechodzi w ciąg obniżeń, które łączą ją z Niziną Naddunajską. Na wschód od tego obniżenia leżące na wschodzie Karpaty dzielą się na Białe Karpaty, Jaworniki i Beskidy Morawskie, gdzie najwyższym szczytem tej części jest Łysa Góra o wysokości 1324 m n.p.m.

## Budowa geologiczna
Masyw Czeski zbudowany jest głównie z proteozoicznych skał krystalicznych, w skład których wchodzą gnejsy i granity, oraz z paleozoicznych skał osadowych, które zalegają w centralnej części masywu. W północnej części masywu występują osady pochodzące z kredy, a także neogeńskie wylewy wulkaniczne. Masyw Czeski ukształtowany został w orogenezie hercyńskiej, a następnie uległ procesowi erozji i denudacji. W trzeciorzędzie nastąpiły w masywie ruchy górotwórcze i obszar ten uległ spękaniu i wydźwignięciu.
Południowo-wschodnią część Masywu Czeskiego zajmuje Wyżyna Czesko-Morawska, która jest najstarszym geologicznie obszarem w Europie Środkowej. Środkową część masywu wypełnia Kotlina Czeska (Płyta Czeska). Na południu masywu obszar jest pagórkowaty, gdzie występują głębokie doliny rzek, oraz kotliny takie jak Kotlina Budziejowicka czy też Kotlina Trzebońska. Kotlina Czeska będąca centralną częścią masywu, otoczona jest zrębowymi obszarami górskimi. W czasie wypiętrzania się czeskich gór występowała działalność wulkaniczna, czego dzisiejszym dowodem są liczne pozostałości kominów i wylewów wulkanicznych, popiołów, a także źródła wód mineralnych i gorących. Na południowym zachodzie od Kotliny Czeskiej rozciągają się pasma Szumawy i Lasu Czeskiego, a na północnym zachodzie Rudawy. Na linii uskoków występują źródła cieplicowe (Karlowe Wary, Mariańskie Łaźnie). Od północnego wschodu kotlinę otaczają Sudety, gdzie wznosi się najwyższy szczyt graniczny z Polską – Śnieżka o wysokości 1602 m n.p.m.

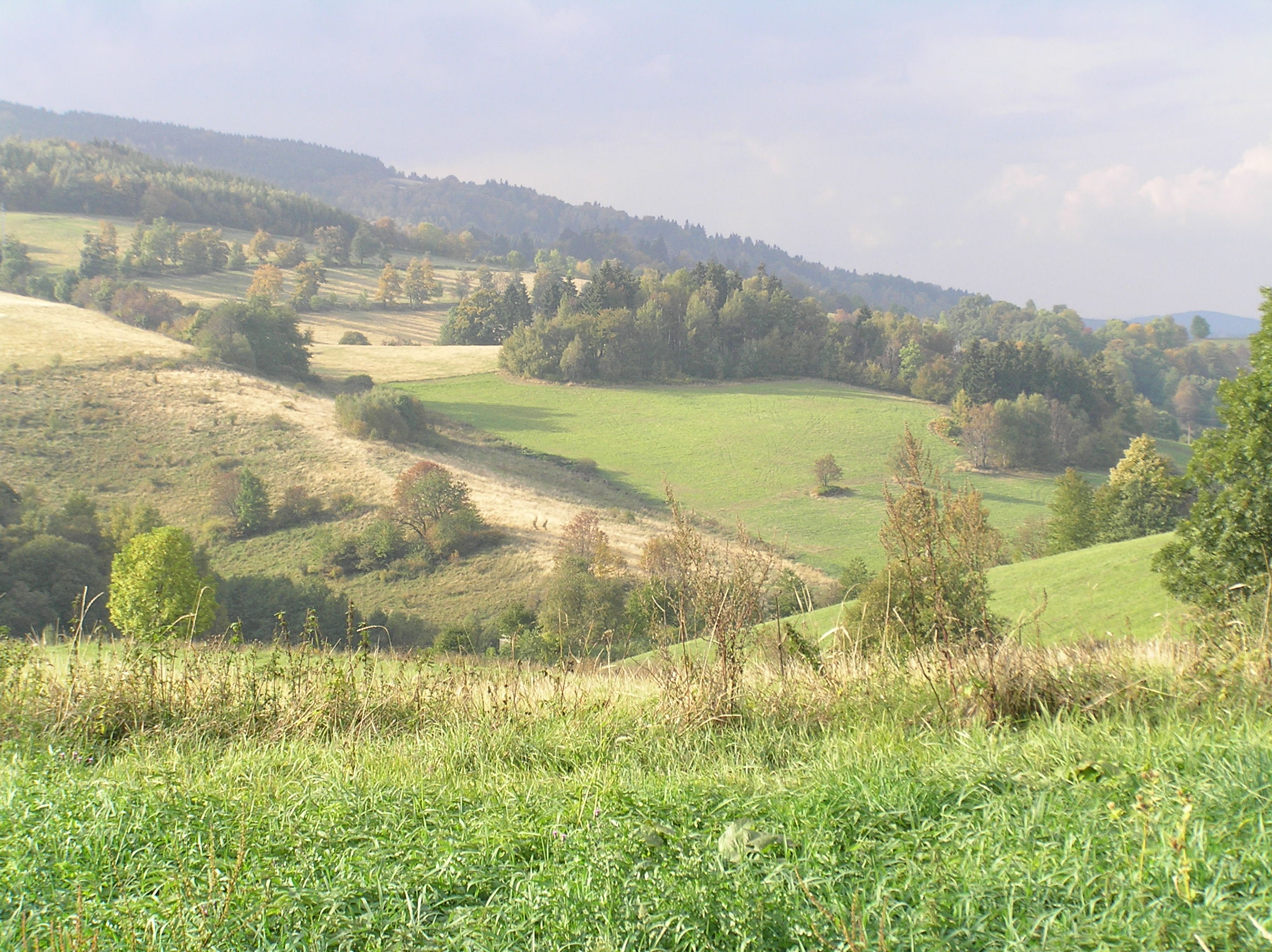
Obszary niskich gór w Masywie Czeskim

Karpaty w obrębie Czech reprezentowane są przede wszystkim przez Zewnętrzne Karpaty Zachodnie, zbudowane z fliszu z wypreparowanymi twardzielcowymi grzbietami z wapienia jurajskiego.

## Klimat
Czechy leżą w strefie klimatu umiarkowanego ciepłego. Położenie Czech w Europie Środkowej, w sąsiedztwie Polski warunkuje istnienie klimatu przejściowego. Tak samo jak Polska, Czechy znajdują się w strefie wpływów zarówno mas polarnomorskich znad Oceanu Atlantyckiego, jak i mas kontynentalnych pochodzących z Azji. Wynikiem tego fakt jest zmienność pogodowa. Czechy tak jak Polska mają zbliżone wartości termiczne i opadowe.
Temperatura w Czechach uzależniona jest od przepływu mas powietrza. Zimą wartości te wynoszą od 0 °C, do −6 °C. Jedynie na obszarach górskich jest zimniej i występuje piętrowość klimatyczna. Temperatury na wschodzie są zazwyczaj niższe niż na zachodzie ze względu na wpływ oceanu (Prąd Zatokowy Golfsztrom). Latem, podobnie jak w Polsce, w najcieplejszym miesiącu lipcu temperatury wynoszą od 16 °C do 19 °C. Terytorium Czech w okresie letnim dostaje się pod wpływ mas zwrotnikowego powietrza, co oznacza występowaniem upałów. W górach jest chłodniej, jednak ze względu na niewielkie wysokości masywów, temperatury w ciągu dnia nie obniżają się poniżej 15 °C.
Wartości opadowe są niemal takie same jak w Polsce. Średnia ilość opadów wynosi do 500 do 700 mm rocznie, najwyższe wartości notuje się w górach, ponad 1000 mm rocznie, maksymalnie do 1200 mm rocznie. Podobnie jak w Polsce, maksimum opadowe przypada na okres lata.

## Wody
Czechy należą do zlewisk trzech mórz. Morze Północne, którego zlewisko obejmuje 51 399 km², zajmuje największą powierzchnię kraju. Drugie co do wielkości jest zlewisko Morza Czarnego, które na wschodzie kraju obejmuje obszar 22 744 km². Najmniejszym obszarem jest zlewisko Morza Bałtyckiego zajmują jedynie 4721 km² w obszarach graniczących z Polską.
Najdłuższą rzeką przepływającą przez ten kraj jest Łaba, należąca do zlewiska Morza Północnego, która w granicach państwa liczy 370 km długości. Jej najdłuższym dopływem jest Wełtawa, która przepływa przez stolicę kraju. Do pozostały rzek, wchodzących w skład zlewiska Morza Północnego, należą: Lužnice, Sazawa, Otava, Berounka i Ohrza. Najdłuższą rzeką należąca do zlewiska Morza Czarnego jest Morawa, o długości 246 km, która w swym dolnym biegu jest rzeką graniczną ze Słowacją. Do pozostałych rzek należących do zlewiska Morza Czarnego należą Beczwa i Dyja. Główną rzeką należącą do zlewiska Bałtyku jest Odra, która ma tutaj swe źródła, a w granicach kraju mierzy 135 km, a do pozostałych rzek należą Opawa, Osobłoga, Olza i Nysa Łużycka, które uchodzą do Odry.
Sieć rzeczna w kraju jest bardzo gęsta i intensywnie zasilana opadami górskimi (śnieg i deszcz).
Czechy mają niewiele naturalnych jezior. Największym jest Jezioro Czarne o powierzchni zaledwie 18,4 ha. Liczne są stawy. Dużo jest zbiorników retencyjnych mających na celu ochroną kraju przed powodziami, które ze względu na rzeźbą terenu i wysokie opady w górach są częstym zjawiskiem. Głównymi zbiornikami są: Orlicki, Lipieński i Slapski.
Czechy znane są z miejscowości uzdrowiskowych z wodami mineralnymi, także z gorącymi źródłami (cieplicami) m.in. Karlowe Wary (73 °C), Mariańskie Łaźnie (29,6 °C).

## Gleby
Powszechnymi glebami Czech są gleby bielicowe i brunatne. Z mniejszym stopniu występują rędziny, czarnoziemy i mady. Tereny górskie są pokryte kamienistymi glebami szkieletowymi, zaś w obniżeniach śródgórskich występują gleby torfowe.

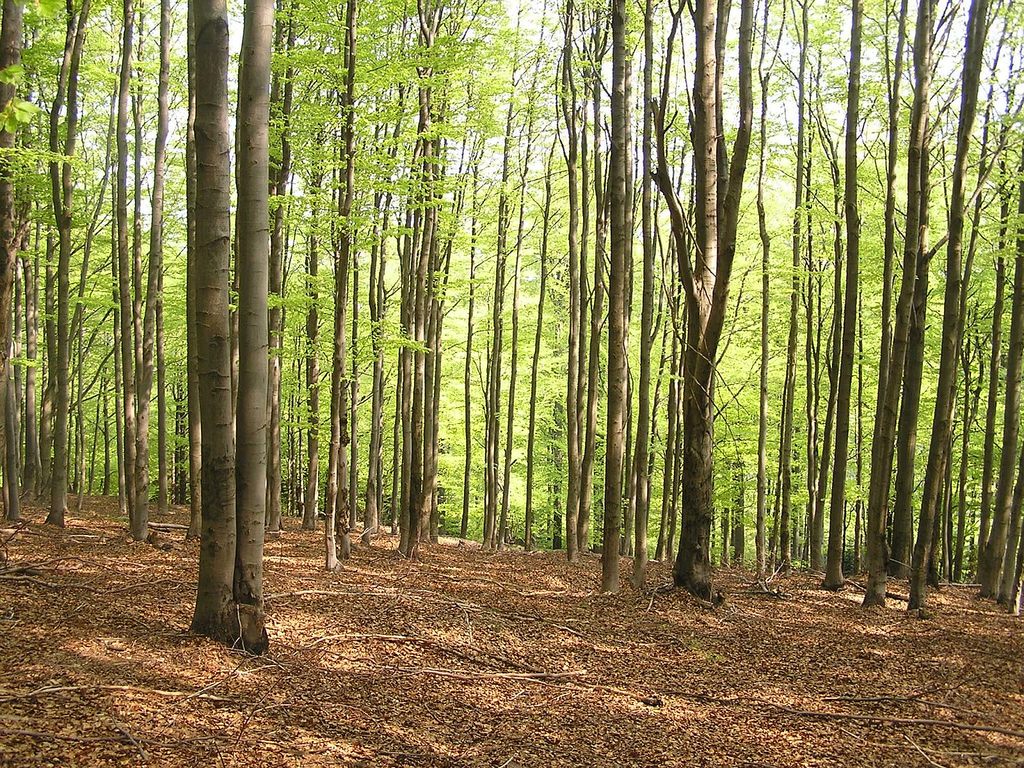
Las bukowy w Czechach

## Flora
Szata roślinna charakterystyczna dla roślinności Europy Środkowej, klimatu umiarkowanego. Występuje piętrowość roślinna z uwagi na rzeźbę terenu. Dominują lasy mieszane z przewagą drzew iglastych rosnących na obszarach górskich. Głównymi gatunkami liściastymi są dęby, lipy, graby i klony, zaś do iglastych należą świerk, sosna i jodła. Lasy zajmują około 30% powierzchni Czech. W południowo-wschodniej części kraju miejscami występuje roślinność stepowa i trawiasta. Wiele obszarów Czech zostało przekształconych przez człowieka na potrzeby rolnictwa.

## Fauna
Świat zwierząt typowy dla europejskich lasów. W lasach Czech żyją jelenie, sarny i dziki, a do mniejszych gatunków należą krety, wiewiórki, oraz chomiki podgórskie. Z gadów występują m.in. jaszczurki i żmije. W górach żyją susły. Do innych gatunków zaliczyć należy wydry, kuny, zające i łasice. Do ptaków należą bażanty wyżynne i kuropatwy oraz różne gatunki kaczek.

## Ochrona przyrody
Obszary chronione zajmują 12,5 tys. km² (15,7% powierzchni kraju). W ich skład wchodzą: 4 parki narodowe, obszary chronionego krajobrazu, rezerwaty, których jest 891, pomniki przyrody, których jest 1297. Pięć obiektów ma status światowych rezerwatów biosfery. W Czechach są realizowane międzynarodowe projekty dotyczące poprawy stanu środowiska; od 2002 Czechy otrzymują znaczną pomoc międzynarodową, m.in. na budowę oczyszczalni ścieków.